# Jenny Beavan
Jenny Beavan OBE RDI (Londen, 1950) is een Brits kostuumontwerper voor films, theater en televisieseries. Ze deed het kostuumontwerp voor films als Mad Max: Fury Road, Cruella, A Room With a View, Sense and Sensibility en The King's Speech. Voor haar werk ontving ze onder meer drie Oscars, twee Emmy’s en meerdere BAFTA's.

## Levensloop

### Jeugd en opleiding
Beavan werd geboren in Londen in 1950. Ze groeide op in een muzikaal gezin met twee kinderen. Haar vader Peter was cellist en haar moeder Molly altviolist. Toen ze veertien jaar oud was overleed haar moeder. Na haar overlijden trok een vrouw die ze 'tante Pol' noemde met haar twee kinderen in bij het gezin.
Beavan studeerde theatrical production design aan de Central School of Art and Design in Londen. Ze was op tienjarige leeftijd geïntrigeerd geraakt door theater nadat ze met haar grootvader het stuk Driekoningenavond had gezien. Ze omschreef de theaterwereld als een "magische wereld". Na haar afstuderen werkte ze onder meer voor het Royal Opera House.

### Loopbaan
Via een jeugdvriend kwam ze in contact met regisseur James Ivory van productiemaatschappij Merchant Ivory Productions. Ze werkte in 1978 onbetaald mee als kostuumontwerper aan de film Hullabaloo Over Georgie and Bonnie's Pictures. In 1979 werkte ze als assistent op de kostuumafdeling mee aan de film The Europeans. Daarna ontwierp ze samen met kostuumontwerper John Bright de kostuums voor de films Jane Austen in Manhattan (1980), The Bostonians (1984), A Room with a View (1985) en Maurice (1987). Deze films zorgden voor een doorbraak in haar carrière: voor de film The Bostonians werd ze genomineerd voor een Oscar en BAFTA. Haar eerste Oscar en BAFTA won ze voor de film A Room With a View. Ze werd enkele jaren later opnieuw genomineerd voor een Oscar, ditmaal voor de film Maurice, maar viel niet in de prijzen. In 1985 kreeg Beavan samen met theaterconsulent, -manager en -producent Ian Albery een dochter genaamd Caitlyn. Ze nam haar dochter en haar oppas regelmatig mee naar de filmset.

Een kostuum voor de film Sense and Sensibility ontworpen door Beavan.

Na mee te hebben gewerkt aan A Summer Story (1988), The Deceivers (1988), Mountains of the Moon (1990), White Fang (1991) en Impromptu (1991), werkte ze opnieuw samen met James Ivory aan de film Howards End. Voor deze film werd ze in 1992 genomineerd voor een BAFTA en een Oscar. In 1993 werkte ze mee aan de films Swing Kids en The Remains of the Day. Voor de laatstgenoemde film kreeg ze opnieuw een Oscarnominatie. Het jaar daarna was ze verantwoordelijk voor het kostuumontwerp van de film Black Beauty. In 1995 werkte ze aan de films Jefferson in Paris en Sense and Sensibility. Voor Sense and Sensibility ontving Beavan opnieuw nominaties voor een BAFTA en een Oscar. Eind jaren negentig werkte ze mee aan Jane Eyre, Metroland, Ever After, Johnny Hit and Run Pauline, Tea with Mussolini en Anna and the King. In 1999 werd ze genomineerd voor een Oscar voor Anna and the King en voor een BAFTA voor Tea with Mussolini.
Beavan omschreef de filmwereld van de jaren tachtig en negentig als een moeilijke tijd voor een jonge vrouw. Er waren weinig vrouwen werkzaam bij de kostuumafdeling en ze mocht door collega's geen ontwerper genoemd worden omdat ze niet bij een vakbond was aangesloten. Naar eigen zeggen bleef ze doorwerken en probeerde ze problemen te vermijden.
  

Aan het begin van het nieuwe millennium werd ze opnieuw genomineerd voor een Oscar voor haar kostuumontwerp voor de film Gosford Park uit 2001. In de jaren 2000 werkte ze mee aan de films Possession (2002), Timeline (2003), Alexander (2004), Casanova (2005), The Black Dahlia (2006), Amazing Grace (2006), Defiance (2008), Sherlock Holmes (2009) en The King's Speech (2010). Voor de laatstgenoemde film ontving Beavan een Oscarnominatie.

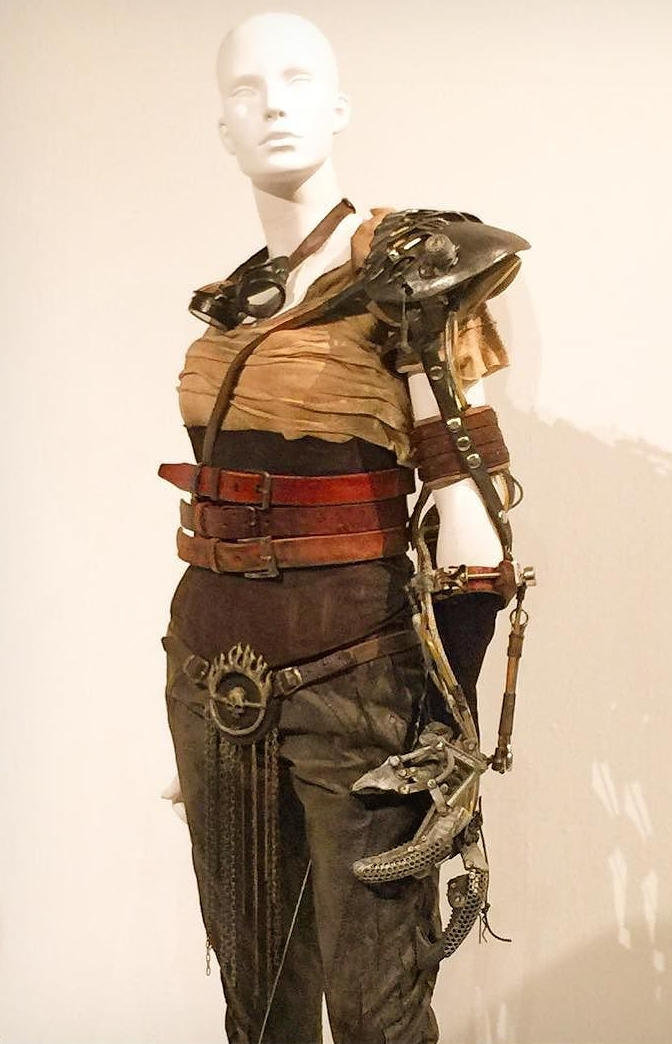
Kostuum uit de futuristische film Mad Max: Fury Road (2015) dat in de film werd gedragen door actrice Charlize Theron.

In 2016 won ze een Oscar voor het kostuumontwerp van Mad Max: Fury Road. Tijdens de uitreikingsceremonie ontstond grote ophef over haar kledingkeuze. Ze droeg een nepleren bikerjas van Marks & Spencer en comfortabele laarzen. Naar eigen zeggen wilde ze met haar kleding een ode brengen aan de film en was ze van mening dat een designerjurk haar niet zou staan. Daarnaast zei ze dat de organisatie "niets [had] gezegd over een strikte dresscode". Toen ze naar het podium liep om haar award in ontvangst te nemen, werd er weinig voor haar geapplaudisseerd. Zelf zei ze dit niet erg te vinden, ze had zelf tijdens de ceremonie ook niet voor iedereen geapplaudisseerd omdat 'je handen daar moe van worden'. Het was niet de eerste keer dat er negatief werd gesproken over haar uiterlijk. In 2016 had Stephen Fry haar bij de BAFTA uitreiking gekscherend omschreven als bag lady ('zwerfster'). Ze zei hierop dat zij en Fry vrienden waren en ze de opmerking niet erg vond.
Na Mad Max deed Beavan het kostuumontwerp voor de films A United Kingdom (2016), A Cure for Wellness (2016), Life (2017), Christopher Robin (2018), The Nutcracker and the Four Realms (2018), Mrs Lowry & Son (2019), Dolittle (2020) en Cruella (2021). Voor Cruella won ze haar derde Oscar voor 'Beste kostuumontwerp'.
In 2017 kreeg ze een OBE voor haar bijdrage aan de kunsten. In 2022 werd ze benoemd tot Royal Designer for Industry. Beavan nam naar eigen zeggen op latere leeftijd duidelijkere politieke standpunten in en kreeg er minder moeite mee zich uit te spreken. Ze maakte onder meer de verschillen in salaris bekend tussen de kostuumafdeling en andere filmafdelingen. Beavan stelt dat kostuumontwerpers 30% minder verdienen dan productieontwerpers. Tijdens de Oscaruitreiking van 2022, waar ze een Oscar in ontvangst nam voor de film Cruella, had ze de woorden naked without us op haar mouw geschreven als aanklacht tegen het salarisverschil. Volgens haar heeft het salarisverschil onder meer te maken met seksisme.
Na haar werk voor Cruella werkte ze als kostuumontwerper voor de films Mrs. Harris Goes to Paris (2022), White Bird (2024) en Furiosa: A Mad Max Saga (2024). 

## Privé
Beavan woont in Peckham, Zuid-Londen. Ze heeft samen met theaterconsulent, -manager en -producent Ian Albery een dochter genaamd Caitlin Albery Beavan (1985), die werkzaam is als filmproducent. Beavan en Albery scheidden in 1995.

## Prijzen en nominaties (selectie)
Onderstaande nominaties en prijzen zijn toegekend in de categorie 'beste kostuumontwerp':
- Academy Awards - The Bostonians (1984) - Nominatie
- BAFTA - The Bostonians (1984) - Nominatie
- Academy Awards - A Room With a View (1985) - Winnaar
- BAFTA - A Room With a View (1985) - Winnaar
- Primetime Emmy Awards - Lord Mountbatten: The Last Viceroy (1986) - Nominatie
- Academy Awards - Maurice (1987) - Nominatie
- Academy Awards - Howards End (1992) - Nominatie
- BAFTA - Howards End (1992) - Nominatie
- Academy Awards - The Remains of the Day (1993) - Nominatie
- Academy Awards - Sense and Sensibility (1995) - Nominatie
- BAFTA - Sense and Sensibility (1995) - Nominatie
- Emmy Awards - Emma (1996) - Winnaar
- BAFTA - Tea with Mussolini (1999) - Nominatie
- Academy Awards - Anna and the King (1999) - Nominatie
- Academy Awards - Gosford Park (2001) - Nominatie
- BAFTA - Gosford Park (2001) - Winnaar
- Laurence Olivier Awards -  Private Lives (2002) - Winnaar
- Tony Awards -  Private Lives (2002) - Winnaar
- Emmy Awards - The Gathering Storm (2003) - Winnaar
- BAFTA Television Craft Awards - The Gathering Storm (2003) - Nominatie
- BAFTA Television Craft Awards - Cranford (2008) - Nominatie
- Emmy Awards - Cranford (2008) - Nominatie
- BAFTA Television Craft Awards - Return to Cranford (2010) - Nominatie
- Emmy Awards - Return to Cranford (2010) - Winnaar
- Academy Awards - The King's Speech (2010) - Nominatie
- BAFTA - The King's Speech (2010) - Nominatie
- Academy Awards - Mad Max: Fury Road - Winnaar
- BAFTA - Mad Max: Fury Road - Winnaar
- Academy Awards - Cruella (2021) - Winnaar
- BAFTA - Cruella (2021) - Winnaar
- Academy Awards - Mrs. Harris Goes to Paris (2022) - Nominatie
- BAFTA - Mrs. Harris Goes to Paris (2022) - Nominatie

- Gemeinsame Normdatei: 129580791
- International Standard Name Identifier: 0000 0000 7871 1188
- Library of Congress Control Number: n97865409
- Nationale Bibliotheek van Tsjechië: xx0096525
- Système universitaire de documentation: 108454517
- Virtual International Authority File: 50311009
- WorldCat: E39PBJx8B4hkMXjhFqYR99Gyh3